# رزية دخنية الشكل
رزية دخنية الشكل (الاسم العلمي: Oryzopsis holciformis) هي نوع نباتي يتبع جنس الرزية من فصيلة النجيلية.